# Лијеж—Бастоњ—Лијеж 2025.
Лијеж—Бастоњ—Лијеж 2025. било је 119. издање једнодневне бициклистичке трке Лијеж—Бастоњ—Лијежа, која је одржана 27. априла у Белгији, као 19 трка у оквиру UCI ворлд тура 2025. а такође је то била последња трка у оквиру арденских класика, послије Амстел голд рејса и Флеш Валона.
Укупна дужине износила је 252 km, старт и циљ су били у Лијежу, вожено је неколико успона, од којих су најпознатији били Кол ди Розје, Коте де ла Редут, Коте де Форж и Коте де ла Рош о Фокон, који је био последњи успон на трци и вожен је на 13,3 km до циља.
Бранилац титуле је био Тадеј Погачар, док су највећи фаворити били Погачар, Ремко Евенепул, Том Пидкок, Матијас Скелмосе, Кевин Вокелен, Ленерт ван Етвелт, Бен Хили, Сантијаго Буитраго и Ђулио Чиконе.
На око 34 km до циља, на успону Коте де ла Редут, Погачар је напао и прешао је први преко успона. Пидкок и Хили су кренули за њим, а касније су их достигли Чиконе и Жилијен Алафилип. Погачар је стекао минут предности на 20 km до циља, а из групе пратилаца је Чиконе напао на успону Коте де ла Рош о Фокон, што је пратио само Хили. Погачар је побиједио минут и три секунде испред Чиконеа који је одспринтао Хилија за друго мјесто, док је велика група завршила минут о десет секунди иза Погачара. То му је била трећа побједа на трци, а такође након што је претходно освојио Ронде ван Фландерен постао је други возач у историји који је у истој сезони освојио Ронде ван Фландерен и Лијеж—Бастоњ—Лијеж послије Едија Меркса. Такође је постао први возач у историји који је шест монументалних класика заредом завршио на подијуму и први возач послије Меркса 1972. који је освојио Лијеж—Бастоњ—Лијеж док је био тренутни побједник Тур де Франса и Свјетског првенства у друмској вожњи.

## Тимови
На трци је учествовало 25 тимова, са по седам возача. Свих 18 ворлд тур тимова имало је аутоматску позивницу и били су обавезни да учествују пошто је трка била у ворлд туру прије 2017. године, док су два најбоља про тур тима за претходну сезону такође имали аутоматску позивницу за све ворлд тур трке а трећи за све једнодневне ворлд тур трке али нису били обавезни да учествују. Лото, Израел—премијер тех и Уно—Х мобилити су била три најбоља про тур тима на крају сезоне 2024. док су специјалне позивнице добили Ку 36.5 про сајклинг, Тотал енержис, Тудор про сајклинг и Вагнер базин ВБ.
Возачи тима Уно—Х мобилити су носили ретро издања дресова компаније 7-Eleven у знак сјећања на тим 7—илевен, који је постојао током 1980-их. Дресове су користили само за Лијеж—Бастоњ—Лијеж, како би прославили 40 годишњицу од дебија тима 7—илевен на трци и како би се истакао однос спонзора компаније Reitan са компанијом 7-Eleven у Скандинавији.
UCI ворлд тур тимови:
| - Алпесин—декунинк - Аркеа—бб хотелс - Бахреин—викторијус - Визма—лејз а бајк - Групама—ФДЈ - Декатлон АГ2Р ла мондијал - ЕФ едукејшон—изипост - Инеос гренадирс - Интермарше—ванти | - Кофидис - Лидл—трек - Мовистар - Пикник постнл - Ред бул—Бора–ханзго - Судал—Квик-степ - УАЕ тим емирејтс ХРГ - ХДС Астана - Џејко—алула |

UCI про тур тимови:
| - Вагнер базин ВБ - Израел—премијер тех - Ку 36.5 про сајклинг - Лото | - Тотал енержис - Тудор про сајклинг - Уно—Х мобилити |

## Новчане награде и бодови

### Новчане награде
Укупан новчани фонд је износио 50.000 евра и додјељивао се за првих 20 возача. Побједник је добио 20.000 евра, другопласирани 10.000, а трећепласирани 5.000 евра. Возачи од 10 до 20 мјеста добијали су по 500 евра.
| Поз.  | 1.     | 2.     | 3.    | 4.    | 5     | 6—7.  | 8—9.  | 10—20. |
| Износ | 20.000 | 10.000 | 5.000 | 2.500 | 2.000 | 1.500 | 1.000 | 500    |

### Бодови
Бодове у UCI свјетском рангирању добили су првих 60 возача. Побједник трке је добио 800, другопласирани 640, трећепласирани 520, четвртопласирани 440, а петопласирани 360.
| Поз. | 1.  | 2.  | 3.  | 4.  | 5   | 6.  | 7.  | 8.  | 9.  | 10. | 11. | 12. | 13. | 14. | 15. | 16.-20. | 21.-30. | 31.-50. | 51.-55. | 56.-60. |
| Бод. | 800 | 640 | 520 | 440 | 360 | 280 | 240 | 200 | 160 | 135 | 110 | 95  | 85  | 65  | 55  | 50      | 30      | 15      | 10      | 5       |

## Фаворити
Највећи фаворити су били двоструки побједици Тадеј Погачар и Ремко Евенепул. Погачар је освојио трку 2021. и 2024. а прије трке 2025. освојио је Ронде ван Фландерен и Флеш Валон. Евенепул је освојио трку 2022. и 2023. на своја прва два наступа, а пред почетак трке 2025. освојио је Брабантсе пајл и завршио је Амстел голд рејс на трећем мјесту. Остали фаворити су били Матијас Скелмосе који је освојио Амстел голд рејс побиједивши у спринту Погачара и Евенепула, Том Пидкок, Кевин Вокелен, Ленерт ван Етвелт, Бен Хили, Сантијаго Буитраго, Ђулио Чиконе, Пељо Билбао, Ромен Барде, Ромен Грегоар Енрик Мас и Мајкл Метјуз. Поред Погачара и Евенепула, једини претходни побједници на трци су били Боб Јунгелс који је освојио 2018. и Јакоб Фуглсанг који је освојио 2019.

## Рута
Трка је стартовала у Лијежу, у улици Ки де Арден, ишло се према Бастоњу, а на 181 km до циља вожен је први успон, Коте де Сен Рош, који није вожен тако рано од 2004. На поласку назад из Бастоња ка Лијежу ишло се другим путем, вожен је успон Кол де Осир, који је последњи пут вожен на трци 1995.
У последњих 100 километара вожено је девет успона, први је био Коте де Мон ле Соа на 93,3 km до циља, након чега су у 15 километара вожени успони Коте де Сток дуг километар са просјечним нагибом од 12,5% и Коте де От Леве дуг 2,2 km са просјечним нагибом од 7,5%. Кол ди Розје је вожен на 64 km до циља, а са дужином од 4,4 km био је најдужи од кључних успона на трци. Коте де ла Редут, дуг 1,6 km са просјечним нагибом од 9,4% је вожен на 34 km до циља, а затим је вожен Коте де Форж на 23,3 km до циља. Последњи успон на трци био је Коте де ла Рош о Фокон, дуг 1,3 km са просјечним нагибом од 11%, који је вожен на 13 km до циља, одакле је вожено по равном до циља у центру Лијежа.

## Преглед трке
Џорџ Бенет није стартовао трку, а одмах на почетку возачи су нападали како би отишли у бијег. Послије 30 километара у бијег су отишли возачи тима Вагнер базин ВБ — Серил Десал, Јохан Менс и Анри Франсоа Ренар Акин, као и возачи тима Тотал енержис Валентен Ретијо и Рајан Булаоат, а затим су их достигли Џек Хејг, Стан ван Трихт, Камил Боно, Едуардо Сепулведа, Ханс Вилкш, Матис ле Бере и Сакаријас Колер Леланд. Бјегунци су стекли пет и по минута предности, а на челу главне групе су радили Вегард Стаке Ленген за Погачара и Гил Гелдерс за Евенепула. Максим ван Гилс, који је завршио на четвртом мјесту 2024. морао је да напусти трку послије сат времена због посљедица пада који је имао на Амстел голд рејсу. На половини трке, када су из Бастоња кренули назад ка Лијежу, возач Инеос гренадирса Боб Јунгелс је напао из главне групе, а затим је напао његов сувозач Тобијас Фос који га је достигао и заједно су стекли скоро два минута предности, док је темпо у главној групи порастао и предност бјегунаца је смањена на три минута.
Флоријан Вермерш и Павел Сиваков су почели да раде на челу групе на успону Коте де Мон ле Соа и предност бјегунаца је пала на испод два минута а предност двојице возача Инеос гренадирса на 30 секунди. Домен Новак је почео да ради на челу заједно са сувозачима, а Фос и Јунгелс су достигнути на 82 km до циља, између успона Коте де Ване и Коте де Сток. Булаоат је напао на најтежој секцији успона Коте де Сток, што су пратили Хејг, Ле Бере, Сепулведа и Леланд. Билбао је напао из главне групе на успону Коте де От Леве, али га је главна група брзо достигла, док је предност бјегунаца пала на 40 секунди. Бјегунци су достигнути прије врха успона Кол ди Розје, на око 60 km до циља.
На успону Коте де ла Редут, на око 35 km до циља, Погачар је напао и одмах је стекао предност. Иза њега је кренуо Жилијен Алафилип, што су пратили Пидкок, Хили и Чиконе. Предност Погачара је порасла на 30 секунди испред прве групе пратилаца, док је главна група, у којој је Евенепул радио на челу, заостајала минут. На претпоследњем успону је Погачар стекао минут предности, из главне групе су нападали Евенепул и Нилсон Паулес, али су остали пратили. Група је смањила заостатак иза четворице возача на десет секунди, након чега су на последњем успону напали Хили и Чиконе, док је група достигла Алафилипа и Пидкока, а Евенепул је отпао. Погачар је остварио соло побједу, минут и три секунде испред Чиконеа који је у спринту побиједио Хилија, док је велика група дошла на циљ минут и десет секунди иза, а у спринту је побиједио Симоне Веласко испред Тиба Ниса.
Погачару је то била трећа побједа на трци, а након што је претходно освојио Ронде ван Фландерен постао је други возач у историји који је у истој сезони освојио Ронде ван Фландерен и Лијеж—Бастоњ—Лијеж послије Едија Меркса. Такође је постао први возач у историји који је шест монументалних класика заредом завршио на подијуму, други возач послије Меркса 1972. који је освојио трку док је био актуелни побједник Тур де Франса и Свјетског првенства у друмској вожњи, као и трећи возач који је сва четири прољећна класика у истој сезони завршио на подијуму, послије Меркса 1969. и 1975. и Шона Келија 1984.

## Резултати
Трку су стартовала 174 возача, а завршило је 129.
| Позиција | Возач                  | Тим                  | Вријеме    |
| -------- | ---------------------- | -------------------- | ---------- |
| 1.       | Тадеј Погачар (СЛО)    | УАЕ тим емирејтс ХРГ | 6ч 00' 09" |
| 2.       | Ђулио Чиконе (ИТА)     | Лидл—трек            | + 1' 03"   |
| 3.       | Бен Хили (ИРС)         | ЕФ едукејшон—изипост | + 1' 03"   |
| 4.       | Симоне Веласко (ИТА)   | ХДС Астана           | + 1' 10"   |
| 5.       | Тибо Нис (БЕЛ)         | Лидл—трек            | + 1' 10"   |
| 6.       | Андреа Бађиоли (ИТА)   | Лидл—трек            | + 1' 10"   |
| 7.       | Данијел Мартинез (КОЛ) | Ред бул—Бора–ханзго  | + 1' 10"   |
| 8.       | Аксел Лоренс (ФРА)     | Инеос гренадирс      | + 1' 10"   |
| 9.       | Том Пидкок (УК)        | Ку 36.5 про сајклинг | + 1' 10"   |
| 10.      | Нилсон Паулес (САД)    | ЕФ едукејшон—изипост | + 1' 10"   |

| Резултати (11—129) | Резултати (11—129)            | Резултати (11—129)        | Резултати (11—129) |
| ------------------ | ----------------------------- | ------------------------- | ------------------ |
| 11.                | Мајкл Метјуз (АУС)            | Џејко—алула               | + 1' 10"           |
| 12.                | Оскар Онли (УК)               | Пикник постнл             | + 1' 10"           |
| 13.                | Тиш Бенот (БЕЛ)               | Визма—лејз а бајк         | + 1' 10"           |
| 14.                | Емил Верстринге (БЕЛ)         | Алпесин—декунинк          | + 1' 10"           |
| 15.                | Алекс Аранбуру (ШПА)          | Кофидис                   | + 1' 10"           |
| 16.                | Ленерт ван Етвелт (БЕЛ)       | Лото                      | + 1' 10"           |
| 17.                | Андреас Лекнесунд (НОР)       | Уно—Х мобилити            | + 1' 10"           |
| 18.                | Орелен Паре Пантре (ФРА)      | Декатлон АГ2Р ла мондијал | + 1' 10"           |
| 19.                | Ромен Грегоар (ФРА)           | Групама—ФДЈ               | + 1' 10"           |
| 20.                | Бен Тулет (УК)                | Визма—лејз а бајк         | + 1' 10"           |
| 21.                | Гијом Мартен (ФРА)            | Групама—ФДЈ               | + 1' 10"           |
| 22.                | Мауро Шмит (ШВА)              | Џејко—алула               | + 1' 10"           |
| 23.                | Кристијан Скарони (ИТА)       | ХДС Астана                | + 1' 10"           |
| 24.                | Жордан Жегат (ФРА)            | Тотал енержис             | + 1' 10"           |
| 25.                | Луј Баре (ФРА)                | Интермарше—ванти          | + 1' 10"           |
| 26.                | Брендон Макналти (САД)        | УАЕ тим емирејтс ХРГ      | + 1' 10"           |
| 27.                | Рохер Адрија (ШПА)            | Ред бул—Бора–ханзго       | + 1' 10"           |
| 28.                | Клемен Берте (ФРА)            | Декатлон АГ2Р ла мондијал | + 1' 10"           |
| 29.                | Пељо Билбао (ШПА)             | Бахреин—викторијус        | + 1' 10"           |
| 30.                | Алекс Боден (ФРА)             | ЕФ едукејшон—изипост      | + 1' 10"           |
| 31.                | Атила Валтер (МАЂ)            | Визма—лејз а бајк         | + 1' 10"           |
| 32.                | Џозеф Блекмор (УК)            | Израел—премијер тех       | + 1' 10"           |
| 33.                | Карлос Родригез (ШПА)         | Инеос гренадирс           | + 1' 10"           |
| 34.                | Јон Изагире (ШПА)             | Кофидис                   | + 1' 10"           |
| 35.                | Маури Вансевенант (БЕЛ)       | Судал—Квик-степ           | + 1' 10"           |
| 36.                | Дијего Улиси (ИТА)            | ХДС Астана                | + 1' 10"           |
| 37.                | Сантијаго Буитраго (КОЛ)      | Бахреин—викторијус        | + 1' 10"           |
| 38.                | Павел Сиваков (ФРА)           | УАЕ тим емирејтс ХРГ      | + 1' 10"           |
| 39.                | Матијас Скелмосе (ДАН)        | Лидл—трек                 | + 1' 10"           |
| 40.                | Алексеј Луценко (КАЗ)         | Израел—премијер тех       | + 1' 10"           |
| 41.                | Магнус Шефилд (САД)           | Инеос гренадирс           | + 1' 10"           |
| 42.                | Крис Харпер (АУС)             | Џејко—алула               | + 1' 10"           |
| 43.                | Нико Шулц (АУС)               | Израел—премијер тех       | + 1' 15"           |
| 44.                | Бен о Конор (АУС)             | Џејко—алула               | + 1' 21"           |
| 45.                | Марк Ирши (ШВА)               | Тудор про сајклинг        | + 2' 20"           |
| 46.                | Бастјен Тронхон (ФРА)         | Декатлон АГ2Р ла мондијал | + 2' 20"           |
| 47.                | Квинтен Херманс (БЕЛ)         | Алпесин—декунинк          | + 2' 58"           |
| 48.                | Георг Цимерман (ЊЕМ)          | Интермарше—ванти          | + 2' 58"           |
| 49.                | Никола Кончи (ИТА)            | ХДС Астана                | + 2' 58"           |
| 50.                | Кевин Вокелен (ФРА)           | Аркеа—бб хотелс           | + 2' 58"           |
| 51.                | Филипо Цана (ИТА)             | Џејко—алула               | + 2' 58"           |
| 52.                | Кевин Женије (ЛУК)            | Групама—ФДЈ               | + 2' 58"           |
| 53.                | Џек Хејг (АУС)                | Бахреин—викторијус        | + 2' 58"           |
| 54.                | Нелсон Оливеира (ПОР)         | Мовистар                  | + 2' 58"           |
| 55.                | Рубен Гереиро (ПОР)           | Мовистар                  | + 2' 58"           |
| 56.                | Риди Молар (ФРА)              | Групама—ФДЈ               | + 2' 58"           |
| 57.                | Ђулио Пелицари (ИТА)          | Ред бул—Бора–ханзго       | + 3' 01"           |
| 58.                | Жилијен Алафилип (ФРА)        | Тудор про сајклинг        | + 3' 03"           |
| 59.                | Ремко Евенепул (БЕЛ)          | Судал—Квик-степ           | + 3' 11"           |
| 60.                | Флорис де Тир (БЕЛ)           | Вагнер базин ВБ           | + 3' 11"           |
| 61.                | Арчи Рајан (ИРС)              | ЕФ едукејшон—изипост      | + 3' 19"           |
| 62.                | Сајмон Кларк (АУС)            | Израел—премијер тех       | + 5' 38"           |
| 63.                | Патрик Конрад (АУТ)           | Лидл—трек                 | + 5' 38"           |
| 64.                | Валентен Мадуа (ФРА)          | Групама—ФДЈ               | + 5' 38"           |
| 65.                | Фредерик Дверснес (НОР)       | Уно—Х мобилити            | + 5' 41"           |
| 66.                | Одне Холтер (НОР)             | Уно—Х мобилити            | + 5' 41"           |
| 67.                | Колер Сакарис Леланд (НОР)    | Уно—Х мобилити            | + 5' 41"           |
| 68.                | Силван Монике (БЕЛ)           | Кофидис                   | + 5' 41"           |
| 69.                | Матју Биргодо (ФРА)           | Тотал енержис             | + 5' 41"           |
| 70.                | Жордан Лаброс (ФРА)           | Декатлон АГ2Р ла мондијал | + 5' 41"           |
| 71.                | Ксандро Морис (БЕЛ)           | Алпесин—декунинк          | + 5' 41"           |
| 72.                | Едуардо Цамбанини (ИТА)       | Бахреин—викторијус        | + 5' 41"           |
| 73.                | Кун Баувман (ХОЛ)             | Џејко—алула               | + 5' 41"           |
| 74.                | Нанс Петерс (ФРА)             | Декатлон АГ2Р ла мондијал | + 5' 41"           |
| 75.                | Фредерик Вандал (ДАН)         | Ред бул—Бора–ханзго       | + 5' 41"           |
| 76.                | Крис Хамилтон (АУС)           | Пикник постнл             | +5' 41"            |
| 77.                | Милан Вадер (МАЂ)             | Ку 36.5 про сајклинг      | + 5' 41"           |
| 78.                | Луј Рулан (ФРА)               | Аркеа—бб хотелс           | + 5' 41"           |
| 79.                | Давиде Формоло (ИТА)          | Мовистар                  | + 5' 44"           |
| 80.                | Рамсес Дебројне (БЕЛ)         | Алпесин—декунинк          | + 5' 48"           |
| 81.                | Лауренс де Плус (БЕЛ)         | Инеос гренадирс           | + 5' 48"           |
| 82.                | Ромен Барде (ФРА)             | Пикник постнл             | + 5' 48"           |
| 83.                | Едуардо Сепулведа (АРГ)       | Лото                      | + 8' 11"           |
| 84.                | Магнус Корт Нилсен (ДАН)      | Уно—Х мобилити            | + 8' 11"           |
| 85.                | Рубен Томпсон (НЗЛ)           | Лото                      | + 8' 11"           |
| 86.                | Давид де ла Круз (ШПА)        | Ку 36.5 про сајклинг      | + 9' 40"           |
| 87.                | Микел Ксабијер Азпарен (ШПА)  | Ку 36.5 про сајклинг      | + 9' 40"           |
| 88.                | Дилан Тунс (БЕЛ)              | Кофидис                   | + 10' 56"          |
| 89.                | Илан ван Вилдер (БЕЛ)         | Судал—Квик-степ           | + 10' 56"          |
| 90.                | Самуеле Батистела (ИТА)       | ЕФ едукејшон—изипост      | + 10' 56"          |
| 91.                | Хари Свини (АУС)              | ЕФ едукејшон—изипост      | + 10' 56"          |
| 92.                | Максимилијан Шахман (ЊЕМ)     | Судал—Квик-степ           | + 10' 56"          |
| 93.                | Герент Томас (УК)             | Инеос гренадирс           | + 10' 56"          |
| 94.                | Логан Кури (НЗЛ)              | Лото                      | + 10' 56"          |
| 95.                | Ентони Делаплас (ФРА)         | Аркеа—бб хотелс           | + 10' 56"          |
| 96.                | Јакоб Фуглсанг (ДАН)          | Израел—премијер тех       | + 10' 56"          |
| 97.                | Раул Гарсија Пиерна (ШПА)     | Аркеа—бб хотелс           | + 10' 56"          |
| 98.                | Калум Скотсон (АУС)           | Декатлон АГ2Р ла мондијал | + 10' 56"          |
| 99.                | Енрик Мас (ШПА)               | Мовистар                  | + 10' 56"          |
| 100.               | Клемен Шампусен (ФРА)         | ХДС Астана                | + 10' 56"          |
| 101.               | Феликс Гросшартнер (АУТ)      | УАЕ тим емирејтс ХРГ      | + 10' 56"          |
| 102.               | Домен Новак (СЛО)             | УАЕ тим емирејтс ХРГ      | + 10' 56"          |
| 103.               | Ханс Вилкш (ЊЕМ)              | Тудор про сајклинг        | + 14' 27"          |
| 104.               | Марко Бренер (ЊЕМ)            | Тудор про сајклинг        | + 14' 27"          |
| 105.               | Јанис Воазар (ШВА)            | Тудор про сајклинг        | + 14' 27"          |
| 106.               | Матис ле Бере (ФРА)           | Аркеа—бб хотелс           | + 14' 27"          |
| 107.               | Фабијен Дуби (ФРА)            | Тотал енержис             | + 14' 27"          |
| 108.               | Жилијен Бернар (ФРА)          | Лидл—трек                 | + 14' 27"          |
| 109.               | Квентин Паше (ФРА)            | Групама—ФДЈ               | + 14' 27"          |
| 110.               | Серил Десал (БЕЛ)             | Вагнер базин ВБ           | + 16' 17"          |
| 111.               | Јохан Менс (БЕЛ)              | Вагнер базин ВБ           | + 16' 19"          |
| 112.               | Матајс Пасхенс (ХОЛ)          | Бахреин—викторијус        | + 16' 19"          |
| 113.               | Тајмен Грат (ХОЛ)             | Визма—лејз а бајк         | + 16' 19"          |
| 114.               | Јонас Грегор (ДАН)            | Лото                      | + 16' 19"          |
| 115.               | Ноа Исидор (ФРА)              | Декатлон АГ2Р ла мондијал | + 16' 19"          |
| 116.               | Андерс Халанд Јоханесен (НОР) | Уно—Х мобилити            | + 16' 19"          |
| 117.               | Каспер Асгрен (ДАН)           | ЕФ едукејшон—изипост      | + 16' 45"          |
| 118.               | Реми Кавања (ФРА)             | Групама—ФДЈ               | + 16' 45"          |
| 119.               | Тобијас Мајер (АУТ)           | Алпесин—декунинк          | + 16' 47"          |
| 120.               | Валентен Ретијо (ФРА)         | Тотал енержис             | + 16' 47"          |
| 121.               | Анри Франсоа Ренар Акин (ФРА) | Вагнер базин ВБ           | + 16' 47"          |
| 122.               | Пол Орселен (ФРА)             | Кофидис                   | + 16' 47"          |
| 123.               | Марсел Кампруби (ШПА)         | Ку 36.5 про сајклинг      | + 16' 47"          |
| 124.               | Јонас Кох (ЊЕМ)               | Ред бул—Бора–ханзго       | + 16' 47"          |
| 125.               | Николас Зуковски (КАН)        | Ку 36.5 про сајклинг      | + 16' 47"          |
| 126.               | Гал Гливар (СЛО)              | Алпесин—декунинк          | + 16' 47"          |
| 127.               | Фабијен Грелије (ФРА)         | Тотал енержис             | + 16' 47"          |
| 128.               | Симон Гиљелми (ФРА)           | Аркеа—бб хотелс           | + 16' 47"          |
| 129.               | Рајан Булаоат (ФРА)           | Тотал енержис             | + 16' 47"          |

| Нису завршили | Нису завршили               | Нису завршили        | Нису завршили |
| —             | Возач                       | Тим                  | Вријеме       |
| ------------- | --------------------------- | -------------------- | ------------- |
| —             | Џорџ Бенет (НЗЛ)            | Израел—премијер тех  |               |
| —             | Камил Боне (БЕЛ)            | Интермарше—ванти     |               |
| —             | Мајкл Хепберн (АУС)         | Џејко—алула          |               |
| —             | Мартин Урианстад Буге (НОР) | Уно—Х мобилити       |               |
| —             | Јан Мас (ХОЛ)               | Кофидис              |               |
| —             | Валентен Ферон (ФРА)        | Кофидис              |               |
| —             | Жилијен Вермот (БЕЛ)        | Визма—лејз а бајк    |               |
| —             | Дрис де Потер (БЕЛ)         | Интермарше—ванти     |               |
| —             | Лу ван Беле (ХОЛ)           | Визма—лејз а бајк    |               |
| —             | Ландер ван Хаутегем (БЕЛ)   | Вагнер базин ВБ      |               |
| —             | Роберт Станард (АУС)        | Бахреин—викторијус   |               |
| —             | Тош ван дер Санде (БЕЛ)     | Визма—лејз а бајк    |               |
| —             | Александер Камп (ДАН)       | Интермарше—ванти     |               |
| —             | Том Пако (БЕЛ)              | Интермарше—ванти     |               |
| —             | Џарад Дризнерс (АУС)        | Лото                 |               |
| —             | Арјен Ливинс (БЕЛ)          | Лото                 |               |
| —             | Лука де Местер (БЕЛ)        | Вагнер базин ВБ      |               |
| —             | Лоик Влиген (БЕЛ)           | Вагнер базин ВБ      |               |
| —             | Матијас Норсгор (ДАН)       | Мовистар             |               |
| —             | Хорхе Аркас (ШПА)           | Мовистар             |               |
| —             | Грегор Милбергер (АУТ)      | Мовистар             |               |
| —             | Гил Гелдерс (БЕЛ)           | Судал—Квик-степ      |               |
| —             | Роман Ермаков               | Бахреин—викторијус   |               |
| —             | Баптист Вадик (ФРА)         | Тотал енержис        |               |
| —             | Лауренс Хејс (БЕЛ)          | Аркеа—бб хотелс      |               |
| —             | Ворен Барги (ФРА)           | Пикник постнл        |               |
| —             | Питер Сери (БЕЛ)            | Судал—Квик-степ      |               |
| —             | Ото Вергарде (БЕЛ)          | Лидл—трек            |               |
| —             | Гербен Којперс (БЕЛ)        | Интермарше—ванти     |               |
| —             | Вегард Стаке Ленген (НОР)   | УАЕ тим емирејтс ХРГ |               |
| —             | Флоријан Вермерш (БЕЛ)      | УАЕ тим емирејтс ХРГ |               |
| —             | Ромен Комбо (ФРА)           | Пикник постнл        |               |
| —             | Ензо Лејнсе (ХОЛ)           | Пикник постнл        |               |
| —             | Луис Верваке (БЕЛ)          | Судал—Квик-степ      |               |
| —             | Марк Донован (УК)           | Ку 36.5 про сајклинг |               |
| —             | Иде Шелинг (ХОЛ)            | ХДС Астана           |               |
| —             | Максим ван Гилс (БЕЛ)       | Ред бул—Бора–ханзго  |               |
| —             | Ђани Москон (ИТА)           | Ред бул—Бора–ханзго  |               |
| —             | Мика Хеминг (ЊЕМ)           | Тудор про сајклинг   |               |
| —             | Фабијан Вајс (ШВА)          | Тудор про сајклинг   |               |
| —             | Стивен Вилијамс (УК)        | Израел—премијер тех  |               |
| —             | Тобијас Фос (НОР)           | Инеос гренадирс      |               |
| —             | Боб Јунгелс (ЛУК)           | Инеос гренадирс      |               |
| —             | Стан ван Трихт (БЕЛ)        | Алпесин—декунинк     |               |
| —             | Антон Кузмин (КАЗ)          | ХДС Астана           |               |
| —             | Кевин Вермарке (БЕЛ)        | Пикник постнл        |               |